# 加拿大電影
加拿大電影指加拿大的電影產業及電影文化發展。加拿大電影製片廠中心的所在地，主要位於其三大都市中心：安大略省多倫多，魁北克省蒙特利爾，和不列顛哥倫比亞省溫哥華。電影往往是區域性和利基性質。自1911年以來，加拿大電影業已經製作或部分製作了大約1,000部加拿大英語及加拿大法語電影。
加拿大英語區的電影與鄰近的美國電影交織在一起：儘管加拿大有著明顯的電影傳統，但也有加拿大電影沒有明顯的加拿大特色（例如《反鬥星》），加拿大裔美國人在加拿大拍攝的聯合製作（包括《我的希臘婚禮》和《奪魂鋸》系列）;美國電影在加拿大拍攝（包括《博物館驚魂夜》和《絕命終結站》，以及數百個其他電影）;和加拿大導演和/或演員的美國電影。以其美國製作電影而聞名的加拿大導演包括諾曼·傑威森、傑森·瑞特曼、保羅·哈吉斯和詹姆斯·卡麥隆;特別是卡梅隆，分別為《阿凡達》和《鐵達尼號》這兩部票房收入最高的電影創作並執導。

## 歷史
第一部加拿大拍攝的電影是在尼亞加拉瀑布拍攝的，1896年6月由法國人奧古斯特和路易·盧米埃爾以及1896年12月的愛迪生工作室製作。詹姆斯弗里爾被公認為加拿大第一位電影製片人；他來自曼尼托巴省的農民，他的紀錄片早在1897年就被展出，並在馬尼托巴省的十年間以英格蘭的名義進行巡迴演出，以促進移民到曼尼托巴省。
第一部小說電影，Hiawatha，Ojibway的彌賽亞，由喬·羅森塔爾於1903年製作。 第一部加拿大故事片“Evangeline”於1913年由加拿大生物鏡公司製作，並在新斯科舍拍攝。
1917年，安大略省成立了安大略電影局。加拿大政府電影局於1918年效仿。1920年至1923年不列顛哥倫比亞省愛國和教育圖片處製作並發行了關於不列顛哥倫比亞省的短片，以試圖抵制好萊塢電影中的“美國主義”。
1927年“電影攝影法”(Cinematograph Films Act 1927)制定一系列電影規範，這些電影必須在英國電影院放映，這些電影將在英國和大英帝國的國家拍攝，刺激加拿大電影的製作。然而，1938年的“電影攝影法”規定了英國電影業的規定，只有英國製作和拍攝的電影才會被列入配額，這一行為嚴重削弱了加拿大的電影製作。
1938年，加拿大政府邀請英國電影評論家和電影製片人約翰格里爾森研究政府電影製作的狀況，這導致了1939年的國家電影法案和加拿大國家電影局的成立，加拿大政府的一個機構。在某種程度上，它的成立是為了製造支持第二次世界大戰的宣傳，而1950年的國家電影法賦予它“將加拿大解釋為加拿大人和其他國家”的使命。在20世紀50年代後期，NFB的Québécois電影製片人和NFB Candid Eye系列電影率先推出了被稱為“直接電影”或電影院的紀錄片製作流程。
聯邦政府早在1954年就已採取措施，並在20世紀60年代和70年代採取措施，旨在促進加拿大電影業的發展; 1968年，加拿大電影發展公司成立（後來成為加拿大影視管理局），並透過避稅中心在20世紀70年代末達到頂峰，以刺激國內生產。（如電影Meatballs）。）。

## 電影文化
- 北美最高電影票房 (美國及加拿大)
- 溫哥華國際電影節

## 資料來源
1. ↑  Ross, Ryan. . Canadian Journal of Film Studies. Fall 2012, 21 (2): 140–147.
2. ↑  Druick, Zoë Projecting Canada: Government Policy and Documentary Film at the National Film Board McGill-Queen's Press  MQUP, 22 Feb 2007